# Garland (Texas)
Garland je město v okrese Dallas County ve státě Texas ve Spojených státech amerických.
K roku 2010 zde žilo 226 876 obyvatel. S celkovou rozlohou 147,9 km² byla hustota zalidnění 1 500 obyvatel na km². Jde o 13. nejlidnatějším město v Texasu a 93. nejlidnatější město v USA. Leží v oblasti s vlhkým subtropickým podnebím.